# Oktiabrskoje (Żydowski Obwód Autonomiczny)
Oktiabrskoje (ros. Октябрьское) – wieś w Rosji, w Żydowskim Obwodzie Autonomicznym, w rejonie lenińskim. W 2010 liczyła 198 mieszkańców.